# Literarno vrednotenje

## Vrednost
Vrednost je sposobnost predmeta zadovoljevati določeno človeško potrebo. Po naravi je subjektivna, saj je vedno vrednost za nekoga, hkrati pa ima tudi objektivno plat, saj je odvisna od lastnosti predmeta kot celote, lastnosti njegovih elementov ali odnosov med le-temi. Vrednost potencialno obstaja v predmetu, a se pojavlja oz. aktualizira šele pri njegovi uporabi, tj. zadovoljevanju potrebe. Lahko je enovrstna kvaliteta ali iz različnih kvalitet, pri čemer se konkretne kvalitete predmeta lahko prilagajajo določenim kategorijam vrednosti, te pa sferam vrednosti (količina sladkorja – sladkost – okus). 

## Problemi literarnega vrednotenja
Literarna veda se pri literarnem vrednotenju srečuje z naslednjimi problemi: 
(1) Predmet ocene naj bi bilo literarno delo kot delo, ki je neodvisno od doživetij sprejemalca, vrednostne kvalitete pa se pojavijo šele v konkretizaciji literarnega dela. V praksi torej vrednotimo le posredno, prek lastne konkretizacije dela ob kar največjem trudu, da bi upoštevali nam znane konkretizacije drugih sprejemalcev. Identičnost predmeta ocene torej ni zagotovljena.
(2) Težko je definirati potrebe, ki naj bi jih literarno delo zadovoljevalo. Lahko rečemo, da je njegova vrednost v sposobnosti, da zadovolji potrebe po občutju estetskih doživetij, ki pa jih je tudi težko definirati.
(3) Ista objektivna lastnost je za različne sprejemalce različno relevantna: kvaliteta višje ali nižje stopnje, negativna vrednost, poljubna značilnost dela. Nejasnost kategorije vrednosti se kaže tudi v tem, da za vsako od njih obstaja negativna ali nevtralna vzporednica. Katero od njih sprejemalec delu pripiše, je odvisno od njegovega subjektivnega počutja.

## Sfere vrednosti
Literarnemu delu pripadajo naslednje sfere vrednosti:

### Konstrukcijske vrednosti
Osrednje načelo te sfere je načelo „enotnosti v raznolikosti“: maksimalna monolitnost literarnega dela ob njegovi maksimalni raznolikosti. Glavna očitka tej sferi sta splošna tendenca k absolutiziranju norm različnih zgodovinskih poetik in dejstvo, da kategorije niso specifične za umetniška dela, ampak se uporabljajo tudi za druge človeške proizvode, npr. znanstvena dela in stroje. 

### Slikovne vrednosti
Slikovitost kot sposobnost pomenskih celot, da v literarnem delu zbujajo domišljijske predstave, je razumljena kot specifična lastnost literature. Vrednost postane, ko so te domišljijske predstave pogoste, izrazite in kakovostno bogate. Pesniško slikanje (raba tropov) je pogosto nepredstavljivo ali pa pri poskusu predstavljanja postaja estetska pretvorba ali nesmisel, zato je namenjeno le pojmovnemu razumevanju. 

### Emotivne vrednosti
Podlago zanje prav tako ustvarja slikovitost. Tradicionalno se uvrščajo k estetskim kategorijam. Temeljijo na tem, da imajo nekateri liki in situacije takšne lastnosti (tragičnost, komičnost, vzvišenost, grotesknost, grozljivost, demoničnost, svetost), ki postanejo objekt posebnih ocenjujočih čustev. Glavna problema te sfere sta pojmovno razlikovanje med emotivnimi vrednostmi realnih pojavov in pojavov, predstavljenih v literarnem delu, pri čemer se lahko sklicujemo na fiktivni značaj slednjih in dejstvo, da je teh kvalitet lahko zelo veliko, saj si lahko znova in znova izmišljujemo nove. 

### Spoznavno-ocenjevalne in postulativne vrednosti
To je odnos literature do znanosti in do ideje ali pogledov. Literarna dela te funkcije izpolnjujejo, a nekateri esteti jih postavljajo pod vprašaj. Osborne tako zanje pravi, da niso posebne vrednosti literature, ampak so zunajliterarne, iste kot v znanosti, filozofiji in publicistiki, in da so predmet vrednotenja, vendar ne literarnega. A Osborne se moti, kajti spoznavno-ocenjevalna in postulativna vrednost literature ni enaka kot na neliterarnih področjih: (1) glede na fiktivnost je oslabljena, a hkrati povečana, ker glede na večpomenskost sugerira posplošitve; (2) večinoma se nanaša na področja, ki v celoti niso objekt znanstvenega preučevanja (značaj posameznika, opis notranjih doživetij); (3) včasih temelji na pomembnosti in plodovitosti postavljenih problemov, čeprav tudi brez rešitve ali z nepravilnimi rešitvami; (4) literarno delo pojmuje predmete individualno in konkretno. Spoznavno-ocenjevalna in postulativna vrednost torej je posebna literarna vrednost in njeno vrednotenje je integralni del literarnega vrednotenja. Spoznavne vrednosti so pravzaprav najvažnejše, saj so, kadar se nahajajo zunaj sfere znanstvene verifikacije oz. resničnosti, nenadomestljive. Takrat je sprejemalec posplošitve, s katerimi se ne strinja, pripravljen sprejeti kot upravičene hipoteze. Priznanje teh vrednosti pa je arbitrarni akt, za katerega manjka objektivnih pojasnitev. Mnogi esteti namreč menijo, da te vrednosti za celovito oceno literarnega dela niso pomembne. V resnici pa so za velik del literature osnovna vrednost. Enako velja za postulativne vrednosti, kriterij katerih je družbena praksa. Ta praksa se vrednoti različno, odvisno od ideološke pozicije sprejemalca, ki pa je odvisna od njegovega razrednega položaja. Individualno relativnost, ki vlada v sferi konstrukcijskih in slikovnih vrednosti, tu nadomešča družbeno determinirana relativnost: kriteriji na tem področju so bolj precizni in jih je mogoče v mejah določenih sistemov vsaj delno dokazati. 

## Vloga originalnosti
Originalnost ni vrednota sama po sebi; njen minimum je pogoj za konstituiranje vrednosti, njena visoka stopnja pa te vrednosti zvišuje. Vzrok za to je v otopeli občutljivosti sprejemalca ob vedno enakih dražljajih in zanimanju za nove dražljaje.

## Problemi estetske vrednote
Vrednota je odnos med posameznikom in vrednotenim delom, ki ga uravnava kolektivna zavest, družba, del katere član je. Kolektivna zavest je tudi mesto, kjer nastajajo vrednote. Znotraj teh vrednot vlada neka hierarhija, ki se stalno spreminja. Posamezne vrednote (ljubezen, znanje, prijateljstvo, družina itd.) se med sabo razlikujejo po cilju, zaradi česar nekaj vrednotimo. 
Vrednota je nasproti vrednostne sodbe nekaj objektivnega, trajnega, kar presega posameznika. Je del družbe in se tam tudi razvija ter prenaša iz generacije v generacijo. Vrednostna sodba pa je nekaj subjektivnega. Posameznik namreč vrednoti svobodno, kot se njemu zdi prav (primer: Ta roman je dober.), vendar pri tem lahko občuti zadrego kot simptom odgovornosti za svojo odločitev. Vsako vrednoteno delo je namreč lahko s strani kolektiva že uzakonjeno, kanonizirano. Tudi če ocenjujemo novo, še nikoli prej s strani družbe ali javne kritike vrednoteno delo, ta odgovornost ostaja. Obstajajo namreč pravila, na podlagi katerih vrednotimo cele skupine, področja produktov. 
Norma je skupek pravil, ki uravnava različne vrste vrednot. Norme, ki uravnavajo področje estetičnosti, sestavljajo kanon/okus (estetska norma). Obstaja cela hierarhija okusov, ki pa se stalno giba, spreminja, zato Jan Mukařovsky govori o krožnem gibanju estetskih norm. Pri tem ne gre za napredek, ampak le za razvoj posameznih okusov. Tako bo okus, ki se nam danes zdi najboljši, s časom začel drseti po lestvici navzdol. Ko bo dosegel dno, se bo ponovno povzpel na njen vrh. V družbi, družini in celo pri posamezniku je lahko prisotnih več okusov hkrati. Na to vplivajo različni dejavniki: družbeni sloj, spol, starost itd.  
Mukařovsky pravi, da umetnostne kritike ne moremo definirati kot estetsko vrednotenje, saj si lahko v skrajnih primerih zastavi neestetska merila ali pa že vnaprej nakaže nezanimanje za estetsko vrednotenje. Kljub temu pa je estetsko ocenjevanje vedno v ozadju vsake kritične sodbe, četudi to ni neposredno priznano. Kritika je namreč posrednik med umetnostjo in družbo – tako za umetnika oblikuje zahteve občinstva, za občinstvo pa zahteve, ki jih njegovemu dojemanju postavlja družba. 